# Stephan Auer-Stüger
Stephan Auer-Stüger (* 28. Februar 1979 in Gmunden, Oberösterreich) ist ein österreichischer Politiker der Sozialdemokratischen Partei Österreichs (SPÖ). Ab dem 27. Februar 2019 war er Abgeordneter zum Wiener Landtag und Mitglied des Wiener Gemeinderates, seit dem 10. Juni 2025 ist er Mitglied des Bundesrates.

## Leben
Stephan Auer-Stüger besuchte die Handelsakademie in Bad Ischl, wo er 1998 maturierte. Anschließend studierte er Politikwissenschaften an der Universität Wien, das Studium schloss er 2004 als Magister ab.
Seine politische Karriere begann er 2001 in der SPÖ im fünften Wiener Gemeindebezirk Margareten, wo er von 2003 bis 2009 Vorsitzender der Jungen Generation war. Ab 2007 gehörte er dort als Bezirksrat der Bezirksvertretung an. Von 2004 bis 2007 war er Bezirksgeschäftsführer der SPÖ Margareten. Anschließend war er in der Geschäftsgruppe Finanzen, Wirtschaft und Internationales der Stadt Wien tätig, zunächst als Politischer Referent, von 2011 bis Mai 2018 als Büroleiter. Seit Jänner 2019 ist er Fachreferent im Österreichischen Städtebund.
Mit 27. Februar 2019 folgte er Sandra Frauenberger, die ihr Mandat zurücklegte, in der 20. Wahlperiode als Abgeordneter zum Wiener Landtag und Gemeinderat nach, wo er Mitglied des Stadtrechnungshofausschusses und Schriftführer ist. 2019 wurde Auer-Stüger zudem bei der Bezirkskonferenz der SPÖ-Margareten zum SPÖ-Bezirksvorsitzenden gewählt. Im September 2021 folgte ihm Elke Hanel-Torsch in dieser Funktion nach.
Im November 2021 wurde er auf der Bundeskonferenz des Sozialdemokratischen GemeindevertreterInnenverbands Österreich (GVV) neben Bettina Lancaster zum Stellvertreter des Vorsitzenden Andreas Kollross gewählt. Nach der Landtags- und Gemeinderatswahl in Wien 2025 wechselte er zu Beginn der 22. Wahlperiode am 10. Juni 2025 in den Bundesrat.